# Okszów (gromada)
Okszów – dawna gromada, czyli najmniejsza jednostka podziału terytorialnego Polskiej Rzeczypospolitej Ludowej w latach 1954–1972.
Gromady, z gromadzkimi radami narodowymi (GRN) jako organami władzy najniższego stopnia na wsi, funkcjonowały od reformy reorganizującej administrację wiejską przeprowadzonej jesienią 1954 do momentu ich zniesienia z dniem 1 stycznia 1973, tym samym wypierając organizację gminną w latach 1954–1972.
Gromadę Okszów z siedzibą GRN w Okszowie utworzono – jako jedną z 8759 gromad na obszarze Polski – w powiecie chełmskim w woj. lubelskim na mocy uchwały nr 7 WRN w Lublinie z dnia 5 października 1954. W skład jednostki weszły obszary dotychczasowych gromad Antonin kol., Koza Gotówka, Okszów kol. i Serebryszcze, a także miejscowość Okszów wieś z dotychczasowej gromady Okszów wieś oraz miejscowości Stańków Nadleśnictwo i Stańków wieś z dotychczasowej gromady Stańków ze zniesionej gminy Krzywiczki w tymże powiecie; ponadto przedmieście Nowiny z miasta (na prawach powiatu) Chełma w tymże województwie. Dla gromady ustalono 17 członków gromadzkiej rady narodowej.
1 stycznia 1958 z gromady Okszów wyłączono PGR Antonin, włączając je do miasta Chełma, miasta na prawach powiatu w tymże województwie.
1 stycznia 1960 do gromady Okszów włączono obszar zniesionej gromady Leśniczówka w tymże powiecie.
1 stycznia 1962 z gromady Okszów wyłączono kolonie Marynin, Poczekajka i Tarnówka, włączając je do gromady Ruda-Huta w tymże powiecie; do gromady Okszów włączono natomiast wieś i kolonię oraz POM Brzeźno, kolonię Kępa oraz osady leśne Ostrów i Żalin ze zniesionej gromady Brzeźno w tymże powiecie.
1 stycznia 1963 z gromady Okszów wyłączono wieś, kolonię, POM, oraz stację kolejową Brzeźno, włączając je do gromady Dorohusk w tymże powiecie.
1 stycznia 1965 do gromady Okszów włączono wieś i gajówkę Wólka Czułczycka z gromady Staw w tymże powiecie.
Gromada przetrwała do końca 1972 roku, czyli do kolejnej reformy gminnej.